# Júlio Braga (antropólogo)
Júlio Santana Braga mais conhecido como Júlio Braga (natural de Salvador) é um antropólogo e escritor brasileiro, sacerdote Mobá Xangô no Candomblé e diretor geral do Instituto Patrimônio Artístico e Cultural (IPAC), em Salvador. Também é professor adjunto da Universidade Estadual de Feira de Santana.

## Livros
- O Jogo de Búzios: Um Estudo de Adivinhação no Candomblé. São Paulo, Brasiliense, 1988;
- Contos Afro-Brasileiros, Ed Salvador, Fundação Cultural do Estado da Bahia, 1989;
- Religião e Cidadania, Ed. Salvador, OEA/Edufba, 1991;
- Ancestralidade Afro-Brasileira, Ed. Salvador, Ianamá/CEAO/Edufba, 1992;[3]
- Na Gamela do Feitiço: repressão e resistência nos candomblés da Bahia, Ed. Salvador, CEAO/Edufba, 1995;
- Fuxico de Candomblé, Ed Feira de Santana, Universidade Estadual de Feira de Santana;
- A Cadeira de Ogã e outros ensaios, Editora Pallas, Rio de Janeiro, 1999, ISBN 85-347-0165-2
- Oritameji, Ed Feira de Santana, Universidade Estadual de Feira de Santana, 2000.